# Amansie Central District
Der Distrikt Amansie Central ist einer von 138 Distrikten Ghanas. Er liegt im Zentrum des Landes in der Ashanti Region. Amansie Central ist einer von 28 im Jahr 2004 im Rahmen einer überarbeiteten Einteilung neu geschaffenen Distrikte. Der Distrikt Amansie Central wurde durch Abspaltung eines Teils des Distriktes Amansie East gebildet. Er grenzt innerhalb der Ashanti Region an die Distrikte Obuasi Municipal, Amansie West, Amansie East, Adansi South und Upper Denkyira in der benachbarten Central Region. Chief Exekutive des 710 km² großen Distriktes mit ca. Einwohnern (2006) ist Kwame Asamoah Boateng. 

## Geographie
Der Amansie Central District ist im Wesentlichen von tropischem Regenwald bedeckt. Er liegt im Aschanti-Hochland auf einer durchschnittlichen Höhe von 150 m bis 300 m über dem Meeresspiegel. Der ansonsten topographisch eher flache Distrikt erhebt sich leicht auf eine Höhe von 240 m bis 300 m in den Gebieten um Numereso, Apitisu, Tweapease und Abuakwaa.

## Verwaltung
Der Distrikt wurde er mit einem Gesetz (Legislative Instrument (L.I) 1774) aus dem Jahr 2004 neu gegründet. Die Distriktversammlung (District Assembly) wurde erstmals im Jahr 2004 einberufen. Sie setzt sich aus mindestens 16 (im Ganzen aber jedenfalls 2/3) gewählten und 8 ernannten Mitgliedern (jedenfalls ein Drittel) sowie dem Chief Executive des Distriktes zusammen. Auch das Parlamentsmitglied des Wahlkreises im Distrikt ist ein Mitglied der Distriktversammlung kraft Amtes (Ex-officio Member).
Die Distriktversammlung ist die höchste politische Körperschaft und wichtigste Verwaltungseinheit im Distrikt. Neben der Gesetzgebung hat die Versammlung die Durchführung der Gesetze und die Verwaltung inne. Wie in der Regel in den Distrikten üblich, werden unter den Mitgliedern der Distriktversammlung Komitees gebildet. Diesen Komitees steht das Executive Committee unter dem Vorsitz des Chief Executive vor, das mit der Umsetzung und Koordination der Beschlüsse der Fachkomitees beauftragt ist. In Amansie Central sind die Fachausschüsse für Finanzen und Verwaltung, Justiz und Sicherheit, Soziales und Bildung, Landwirtschaft und Umwelt, Arbeit und Entwicklungsplanung besetzt worden. Unterabteilungen wurden in den Bereichen Erziehung, Jugend und Sport, Sozialer Wohlstand und Entwicklung der Gemeinschaft, Gesundheit, Lebensmittel und Landwirtschaft sowie zur Kooperation gegründet.
Der Distrikt ist in 16 Wahlkreise für die Wahlen zur Distriktversammlung eingeteilt. Im Distrikt sind ferner sechs weitere Verwaltungsräte eingerichtet worden. Ein Stadtrat wurde in Jacobu, der Distrikthauptstadt, gegründet. Weitere Gebietsräte wurden in Fiankoma, Hia, Afoako, Numereso, Fena und Tweapese eingerichtet. 
Traditionell ist der königliche Bekwai-Rat (Bekwai Traditional Council) unter dem Vorsitz des Omanhene im Distrikt von Bedeutung.

## Wirtschaft
Im Distrikt hat der primäre Wirtschaftssektor in den Bereichen der Landwirtschaft ein wesentliches Gewicht. Etwa 80 Prozent der Bevölkerung sind in der Landwirtschaft, den Forstbetrieben oder der Fischerei tätig.

### Landwirtschaft
Die Landwirtschaft hat den größeren Produktionsanteil im Nahrungsmittelanbau. Vor allem Kassava, Mais, Kochbananen, Yam und ähnliche Grundnahrungsmittel sowie Gemüse werden hauptsächlich in Subsistenzwirtschaft angebaut. Zum Verkauf werden zudem Kakao, Palmöl und Zitrusfrüchte produziert. 

### Forstwirtschaft
Der tropische Regenwald bietet der Forstwirtschaft im Distrikt durch den Verkauf von tropischem Hartholz eine wichtige Einnahmequelle. Zwei Waldreservate wurde mit dem Subim Forest Reserve und dem Odaw Forest Reserve im Distrikt angelegt. Dennoch findet auch in diesen Gebiete sowohl legaler als auch – vor allem – illegaler Holzeinschlag statt. Legal werden auf strenge Konzessionen eingeschränkt Abholzungen genehmigt. Illegaler Holzeinschlag bringt zum einen der Distriktversammlung keine Einnahmen aus dem Verkauf von Konzessionen und vernichtet zum anderen wichtige Waldbestände, da teilweise rücksichtslos die wertvollsten Baumriesen unter Vernichtung weiterer Bäume aus intaktem Wald entfernt werden.

### Industrie
Der Industriesektor beschäftigt lediglich 0,5 Prozent der Bevölkerung des Distriktes. Im Wesentlichen sind die Industriebetriebe zur Verarbeitung der Produkte der Landwirtschaft entstanden. So existiert eine industrielle Gari-Produktion, eine Palmöl-Herstellung sowie eine Seifenfabrik.

### Bergbau
Im Distrikt sind mit der AngloGold Ashanti Ltd. und der Dunkwa Continental Gold Fields Limited bereits zwei Bergbaukonzessionen auf einem Gebiet von insgesamt 250 km² also auf etwa 20 Prozent des gesamten Gebietes des Distriktes vergeben. Weitere kleinere Filmen sind in wesentlich kleinerem Umfang an Schürfrechten beteiligt. Darunter finden sich West-Chester Resources Limited, Realistic Enterprise, Apponi Limited sowie Achiloco Mining Company Limited. In den Gebieten um Asikasu, Homase, Begroase, Odumase, Tweapease, Suhyensu, Fahiakobo, Mile 14 und Anyankyerem ist auch illegaler Bergbau zu verzeichnen, der jedoch nur in jeweils sehr kleinem Umgang besteht. Der Bergbau beschäftigt formell wie informall insgesamt 1.500 Menschen im Distrikt. 

### Dienstleistungsbereich
Im Dienstleistungssektor sind vor allem Bankdienstleistungen, Telekommunikationsdienstleistungen sowie Transportdienstleistungen vertreten. Lediglich eine lokale Bank wurde bisher mit der Odotobri Rural Bank gegründet. Die Einzige Poststelle ist in der Distrikthauptstadt Jacobu ansässig und bedient den gesamten Distrikt. Telefonzellen sind in den größeren Städten zu nutzen.
Die einzige Transportgesellschaft ist eine Unternehmensvereinigung mit dem Namen GPRTU.
Der Handel spielt ebenfalls eine wichtige Rolle. So bestehen bedeutende Handelsbeziehungen in die Distrikte Amansie East, Obuasi Municipality, Upper Denkyira, Kumasi Metropolis und Ejura Sekyedumasi. Vor allem Lebensmittel, Holzwaren und Kakao werden gehandelt.

## Bevölkerung
Der größte Teil der Bevölkerung des Distrikts gehört dem Volk der Aschanti an. Aufgrund der ländlichen Lage hat sich in diesem Distrikt noch stark die Tradition sowie der traditionelle Glaube der Aschanti erhalten. So ist beispielsweise aus religiösen Gründen die Arbeit auf den Feldern verboten; der Glaube an Tabu's ist weit verbreitet.
Bei der Volkszählung des Jahres 2000 hatte der Distrikt eine Bevölkerungszahl von 81.871 und damit eine Bevölkerungsdichte von 115,3 pro km², die leicht unter der Bevölkerungsdichte der Aschanti Region mit 148,1 km² im gleichen Jahr liegt. Diese Zahl entspricht einem Anteil von 2,3 Prozent der Bevölkerung der gesamten Ashanti Region. Die Bevölkerung wächst im Jahresdurchschnitt um 3 Prozent und liegt damit über dem Landesdurchschnitt, der bei 2,7 Prozent liegt. Die Bevölkerung lebt in 206 Siedlungsgebieten über den ganzen Distrikt verteilt. Alle Siedlungen sind daher nur Dörfer oder kleinere Städte. Die Hauptstadt Jacobu zählte 2000 eine Einwohnerzahl von 7.825 Menschen und stellte damit die größte Siedlungseinheit.
Die Menschen leben im Distrikt durchschnittlich in Haushalten mit 5,5 Personen, der Landesdurchschnitt betrug im Vergleichsjahr 2000 5,2 Personen pro Haushalt. Im statistischen Durchschnitt müssen die Familien das gesamte Einkommen der Familie zu 45,3 Prozent für Lebensmittel, 11,0 Prozent für Kleidung, 22,0 Prozent für Bildung und 21,7 Prozent für die Unterbringung (Miete, Strom, Wasser) verwenden.
Als Religion dominiert das Christentum mit einem Anteil von ca. 83 Prozent der Bevölkerung. Etwa 10,2 Prozent ordnen sich keiner bestimmten Religion zu, 4 Prozent sind Muslime, 2,7 Prozent Anhänger traditioneller Religionen und 0,8 Prozent gehören anderen Religionen an.
Im Distrikt gibt es mehr Frauen als Männer. Rechnerisch entfallen auf einen Mann 1,4 Frauen. Im Jahr 2000 wurden im Distrikt 47,7 Prozent der Bevölkerung der wirtschaftlich aktiven Altersklasse zwischen 15 und 60 zugeordnet. 52,4 Prozent der Bevölkerung waren wirtschaftlich nicht mehr oder noch nicht aktiv. Von der Bevölkerung in der wirtschaftlich aktiven Altersklasse wurden nur 32,3 Prozent mit einer festen Anstellung gezählt. Daraus kann man auf große Familienverbände schließen, die vom Arbeitseinkommen weniger Familienmitglieder abhängen.
Im Distrikt sind Migrationsbewegungen besonders der jungen Generation zu verzeichnen. Die Menschen gehen in die Städte Kumasi oder Obuasi, um sich eine Tätigkeit im Handel zu suchen oder in den Minen der Region zu arbeiten. Die im Wesentlichen von Subsistenzwirtschaft lebenden dörflichen Familienverbände haben daher gewisse Probleme, da immer mehr junge Arbeitskräfte für die Bewirtschaftung der Felder fehlen. Lediglich die ältere Generation bleibt in den Dörfern zurück, welche ein steigendes Durchschnittsalter aufweisen.
Nur 9,6 Prozent der Bevölkerung des Distriktes lebte 2000 in einem städtischen Umfeld, 90,4 Prozent lebten hingegen in ländlicher Umgebung. Diese Verteilung zwischen Stadt und Land weicht erheblich vom Landesdurchschnitt ab. Hier lebten im Jahr 2000 bereits 56,2 Prozent der Menschen in städtischer Umgebung. Vor allem fehlt es im Distrikt an Gesundheitseinrichtungen, Schulen, höheren Schulen sowie Banken, um eine Anpassung der Lebenssituation der Menschen an städtische Einrichtungen zu erreichen.

## Bildungssektor
Im Distrikt wurden bisher 58 Krippen und Kindergärten, 68 Grundschulen, 28 Junior Secondary Schools und eine Senior Secondary School gegründet. Ferner besteht ein integriertes Berufsbildungszentrum (Integrated Community Centre for Employable Skills ICCES). 
Im Schuljahr 2004/2005 besuchten 14.433 Kinder eine Grundschule, bereits im Schuljahr 2005/2006 stieg diese Zahl auf 19.148 Kinder. Die schulische Infrastruktur ist in Amansie Central eher schlecht. Etwa 70 Prozent der Schulgebäude müssen aufgrund ihres baulichen Zustandes neu errichtet werden. Nicht alle Lehrer haben eine fachliche Ausbildung vorzuweisen. Von allen Lehrern sind etwa 65,1 Prozent ohne eine fachliche Ausbildung, 34,9 Prozent ist im Beruf ausgebildetes Personal. Die fehlende Ausbildung ist vor allem in den ländlich gelegenen Gebieten ein großes Problem des Bildungssektors. Die Zahl der ausgebildeten Lehrer sank direkt nach Gründung des Distriktes von 253 im Schuljahr 2004/2005 auf 214 Lehrer im Schuljahr 2005/2006. Nicht in allen Schulen steht für jedes Kind ein Schultisch zur Verfügung, der Unterricht wird teilweise auf dem Boden sitzend verfolgt.

## Gesundheit
Der gesamte Distrikt wird über ein Krankenhaus in Jacobu, der Distrikthauptstadt, sowie drei Gesundheitszentren in Numereso, Mile 14 und Hia versorgt. Neben diesen öffentlichen Kliniken werden in Jacobu und Atobiase zwei private Krankenhäuser betrieben. Alle Häuser, auch die privaten, haben Probleme mit der technischen Ausstattung. 
Um besseren Zugang zur Gesundheitsvorsorge zu haben, wurde der Distrikt in fünf Gesundheitsversorgungseinheiten (Sub-District) unterteilt. In jedem Sub-District ist eine Krankenschwester zu erreichen sowie zwei Gesundheitshelfer. Der Gesundheitsbereich wird von 86 Freiwilligen unterstützt und 83 traditionellen Geburtshelferinnen (Traditional Birth Attendants).
Die fünf wichtigsten gesundheitlichen Probleme sind Malaria, Schwangerschaftskomplikationen, Pneumonie, Anämie und Durchfallerkrankungen. 
Die Haupttodesursachen waren 2005 Malaria, Schlangenbisse, Hyperglykämie, Herzinfarkt und Durchfallerkrankungen. Die Müttersterblichkeit lang zwischen Januar und Juni 2006 bei vier Fällen, die bei besserer Ausstattung der Krankenhäuser oder durch einen schnelleren Zugang zur medizinischen Versorgung wohl verhindert worden wären.
Im Nachbardistrikt Amansie East, aus dem Amansie Central durch Aufteilung 2004 neugegründet worden ist, wird ein Krankenversicherungsprojekt durchgeführt. Im Amansie Central Distrikt soll ebenfalls ein solches Versicherungsprojekt injiziert werden. Bereits in Jacobu wurde ein Büro der Krankenversicherung gegründet, in dem sich die Bürger registrieren lassen können. Mitte 2006 waren 7.379 Menschen registriert, 1079 hiervon zahlten den vollen Krankenversicherungsbeitrag.

## Wichtige Ortschaften in Amansie Central
| - Fiankoma - Tebeso No. 1 - Tebeso No. 2 - Tweapease - Afoako - Ntinankor - Numereso | - Hia - Huu - Fena - Apitisu - Apitisu - Biribiwomang |